# Cola chlorantha
Cola chlorantha là một loài thực vật có hoa trong họ Cẩm quỳ. Loài này được F.White mô tả khoa học đầu tiên năm 1990.